# Мендота (Минесота)
Мендота (енгл. Mendota) град је у америчкој савезној држави Минесота.

## Демографија
По попису из 2010. године број становника је 198, што је 1 (0,5%) становника више него 2000. године.
| Група             | 2000.       | 2010.       |
| Белци             | 182 (92,4%) | 175 (88,4%) |
| Афроамериканци    | 3 (1,5%)    | 3 (1,5%)    |
| Азијати           | 1 (0,5%)    | 4 (2,0%)    |
| Хиспаноамериканци | 0 (0,0%)    | 7 (3,5%)    |
| Укупно            | 197         | 198         |